# One Laptop Per Child
One Laptop Per Child Association, Inc. — американская некоммерческая организация, созданная под эгидой ООН компаниями AMD, eBay, Google, News Corporation и Red Hat с целью предоставить возможности получения образования детям из развивающихся и бедных стран. В настоящий момент основные усилия организации направлены на разработку и производство специальных переносных компьютеров XO-1 и XO-3, созданных для целей обучения. С февраля 2006 года организацию возглавляет Николас Негропонте.

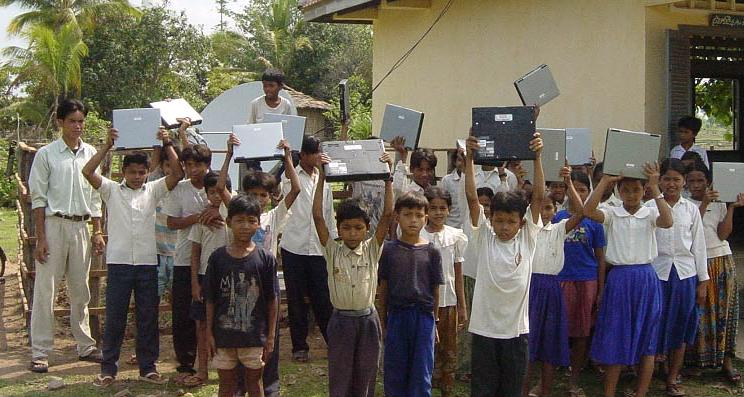
Дети в камбоджийской школе, где с 2001 года проводилась пилотная программа OLPC.
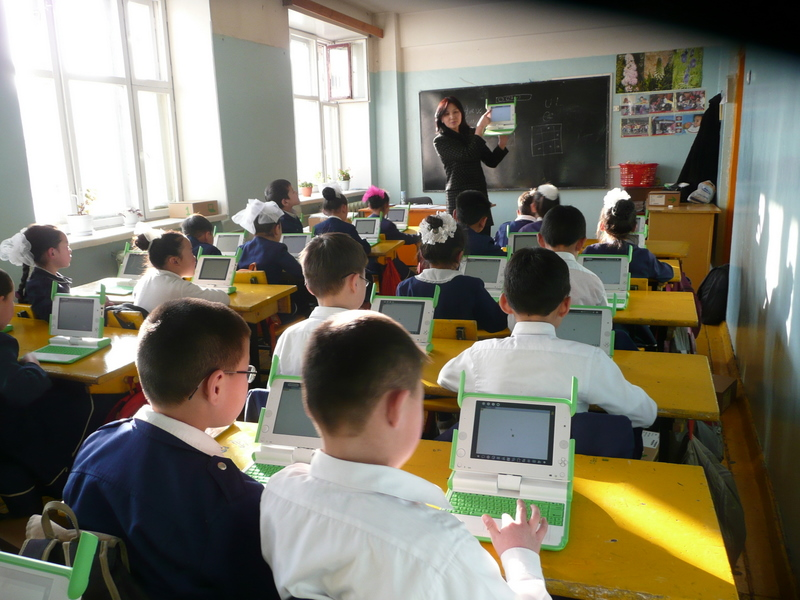
OLPC в Улан-Баторе.

## XO-1

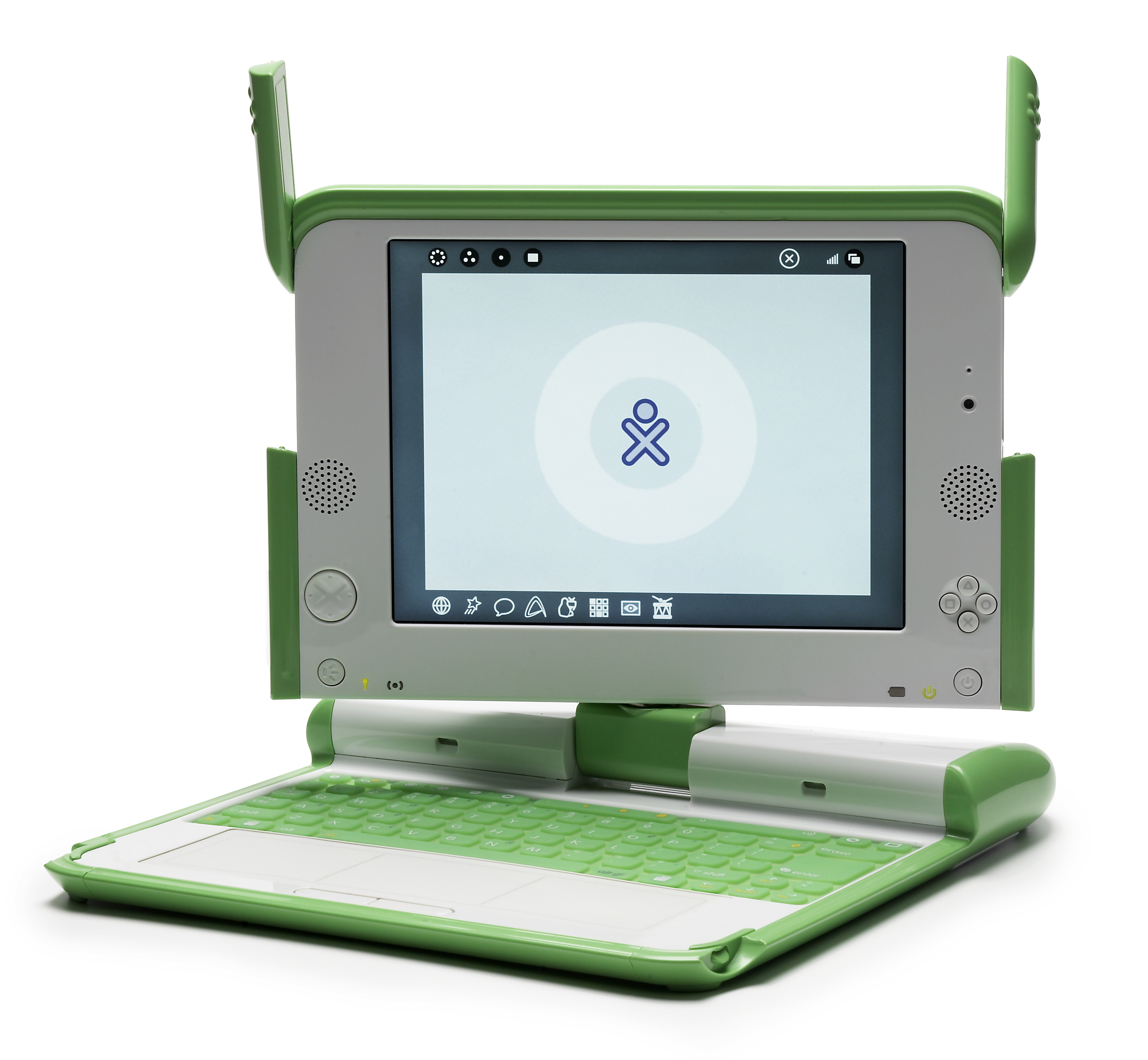
Ноутбук XO-1

Идея ноутбука основана на созданной Сеймуром Пейпертом конструкционистской теории обучения впоследствии развитой Аланом Кэем и Митчелом Резником (англ. Mitchel Resnick), принципы которой изложены в книге Николаса Негропонте «Being Digital». Более 2 млн долл. на осуществление проекта выделили Google, News Corporation, AMD, Red Hat и BrightStar. Рабочий прототип ноутбука представлен 16 ноября 2005 года во второй части Всемирного саммита информационного общества в Тунисе. Первые поставки были сделаны в конце 2007 года.

## XO-3

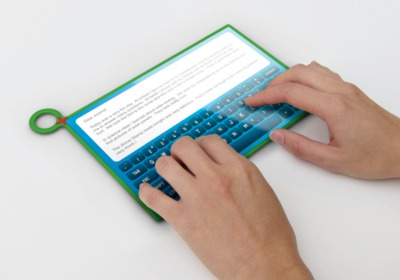
Предполагаемый образец XO-3.
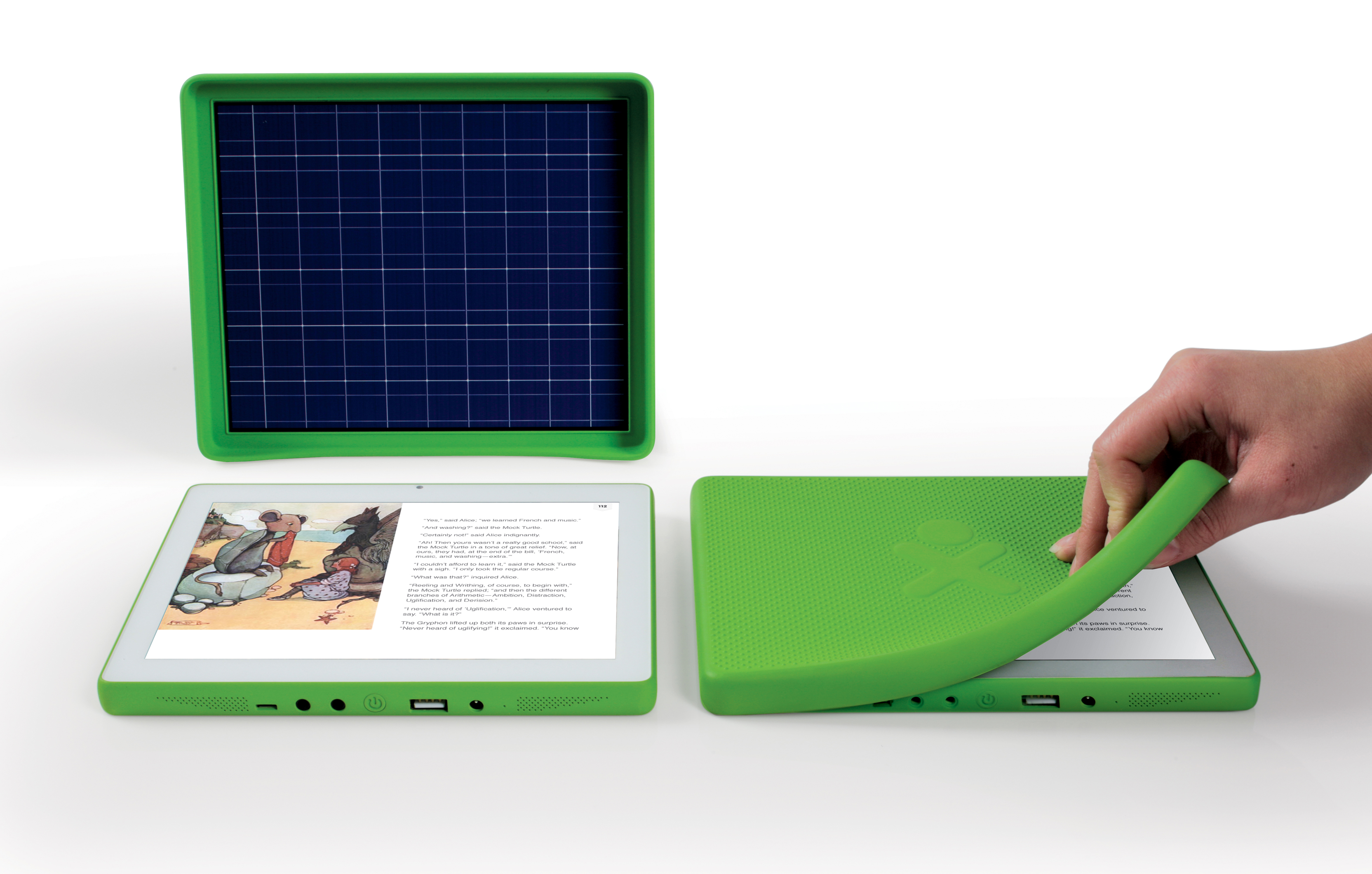
Серийный образец XO-3.

В мае 2010 года Николас Негропонте презентовал проект планшетного ноутбука XO-3 OLPC совместно с производителем микропроцессоров Marvell, стоимость которого будет ниже 100 долл. В новых планшетных XO-3 будет одна видеокамера, подключение к Интернету с помощью Wi-Fi, мультисенсорный дисплей и достаточно мощности для запуска высококачественной 3D-графики. В отличие от iPad, устройство сможет работать с периферийными устройствами, такими как клавиатура и мышь.
На первом поколении XO-3 будет работать операционная система Android, хотя в конечном итоге планируется использование Linux-системы. Устройство было представлено в январе 2012 года и планируется выпуску не раньше конца 2012 года.

## Количество заказанных ноутбуков
| Год      | Подтверждено, кол-во | Заказчик                                     |
| -------- | -------------------- | -------------------------------------------- |
| 2007     | 100 000              | Уругвай                                      |
| 2007     | 15 000               | Бирмингем (Алабама), США                     |
| 2007     | 260 000              | Перу                                         |
| 2007     | 50 000               | Мексика (мексиканский бизнесмен Карлос Слим) |
| 2007     | 167 000              | Программа G1G1 2007                          |
| 2008     |                      |                                              |
| +200 000 | Уругвай              |                                              |
| +30 000  | Перу                 |                                              |
| 10 000   | Гана                 |                                              |
| 12 500   | Программа G1G1 2008  |                                              |
| 2009     | 5000                 | Сьерра-Леоне                                 |
| 2009     | 120 000              | Руанда                                       |
| 2009     | +160 000             | Уругвай                                      |
| 2010     | +260 000             | Перу                                         |
| 2010     | +60 000              | Аргентина                                    |
| 2010     | +320 000             | Перу                                         |
| 2011     | 9000                 | Парагвай                                     |
| 2011     | +12 000              | Колумбия                                     |
| Всего    | 1,84 миллиона        |                                              |